# 길옥윤
길옥윤(吉屋潤, 본명: 최치정, 본명 한자: 崔致禎, 1927년 2월 27일~1995년 3월 17일)은 대한민국의 작사가·작곡가·편곡가·재즈 색소폰 연주가·음반 프로듀서·영화음악감독이었다. 본은 전주(全州).

## 이름
본명(本名)은 최치정(崔致禎)이고, 아명(兒名)은 최종수(崔鍾秀)이며, 이전 일본식 예명은 요시야 준(吉屋 潤)이고, 이전 영어식 예명으로는 준 요시야(June Yoshiya)가 있다.

## 이력

### 청년 시절
1927년 평북 영변군에서 태어났다. 1931년(5세 시절)에 이름을 최종수에서 최치정으로 개명한 그는, 1946년 5월경에 미8군 무대에서 재즈 색소포니스트로 데뷔했다. 일단 1944년 3월, 일제 시대 말기 경성치과의학전문학교에 입학해, 경성치전 예과 2학년 당시인 1945년 8월 15일, 광복(8·15 을유 해방)을 목도했고, 치대 본과 1학년 당시인 1946년 5월경 미8군 무대에서부터 재즈 색소포니스트로 첫 입문했고, 미8군 무대 재즈 음악가 3년차 당시인 1949년 6월경에 박춘석을 처음으로 미8군 무대에서 만났으며, 이듬해 1950년 3월에 서울대학교 치과대학 전문부를 졸업했다.
대학을 나온 해인 1950년 3월 이후에도 계속 미8군 무대에서 재즈 색소포니스트로 활동하던 그는, 한국 전쟁으로 전란 중이던 1951년 3월에 대한민국 육군 군의관 중위로 임관하여 1953년 7월 27일까지 한국 전쟁에 군의관으로 참전하였다. 1953년 3월에 육군 대위로 진급, 이듬해인 1954년 6월, 대한민국 육군 대위로 예편하였으며 이후로도 재즈 색소포니스트 활약을 계속하였다.

### 본격 작곡가 활동
1963년 가수 현인에게 《내 사랑아》라는 곡을 작사 및 작곡하여 써 주었으며, 1966년 가수 패티 김의 첫 번째 남편이 되었고 7년 뒤 이혼하였으며 이후 28년 연하의 전연란과 재혼하였다.
아울러 그는 1981년 경희대학교 대학원 치의학과에서 《관악기 연주자의 교합상태에 관한 연구》로 석사 학위를 취득하였다.

### 사망
1995년 3월 17일 사망했다. 3월 21일 대학로 마로니에 공원에서 연예협회장으로 영결식을 진행하고, 운구 때 패티김이 「서울의 찬가」를 눈물로 불렀다. 문화훈장 보관장을 추훈받았다. 1995년 10월 23일 세종로 공원에 「서울의 찬가」 노래비를 서울시에서 건립하였다. 묘소는 경기도 안성시 천주교 공원묘지이다.

## 주요 경력
- 한국재즈클럽 회장 역임

## 학력
- 평북영변보통학교 1학년 1학기 전퇴(1932년)→평남평양종로국민학교 졸업(1938년)
- 평남평양고등보통학교 졸업(1944년)
- 서울대학교 치과대학 전문부 졸업(1950년)
- 경희대학교 대학원 치의학과 치의학 석사(1981년)

## 참고 사항
- 본인(길옥윤 ; 본명 최치정)의 유일한 남동생인 최치갑 부산 조은치과 원장의 처갓댁 손윗동서 되는 일명 장 서방이라는 이가 장효조 전직 삼성 스카우터의 삼촌이기도 하다.[2]